# Tethys (måne)
 For alternative betydninger, se Tethys. (Se også artikler, som begynder med Tethys)
Tethys er planeten Saturns femtestørste måne. Den blev opdaget 21. marts 1684, af Giovanni Cassini. Navnet Tethys stammer fra titanen Tethys fra den græske mytologi, og der ud over kendes den også under betegnelsen Saturn III. Cassini, der også opdagede Saturn-månerne Dione, Iapetus og Rhea, kaldte selv de fire måner for Sidera Lodoicea; "Ludvigs stjerner", til ære for Ludvig 14. af Frankrig, men disse fire måner samt Titan endte med at blive omtalt som Saturn I til Saturn V, efter samme nummereringssystem som Galileo Galilei indførte med de galileiske måner omkring planeten Jupiter.

## Tethys' indre
Tethys er en klode af is, af nogenlunde samme natur som månerne Dione og Rhea. Tethys har en massefylde på 1210 kilogram pr. kubikmeter, hvilket tyder på at den næsten udelukkende består af vand-is.

## Tethys' overflade
Tethys er en −187 °C kold verden af is: Overfladen vrimler med kratre, og der er masser af revner i isen. I et mørkt "bælte" der strækker sig tværs over månen er der færre kratre, hvilket tyder på at Tethys' indre har været "geologisk" aktivt, så "udbrud" af materiale indefra har fornyet overfladen i dette område.
Den vestlige halvkugle domineres af et enormt krater kaldet Odysseus, med en diameter på 400 kilometer eller to femtedele af hele Tethys' diameter. Da is-overfladen er relativt svag sammenlignet med klippemateriale, er terrænet i og omkring krateret "jævnet ud" på samme måde som kratre på Jupiter-månen Callisto.
Det andet dominerende overfladetræk er en enorm dal kaldet Ithaca Chasma; den er 100 kilometer bred, 3 til 5 kilometer dyb, og når med sine 2000 kilometers længde ca. trekvartvejs rundt om hele Tethys. Ifølge én teori er revnen resultatet af en frostsprængning der indtraf, da vandet i Tethys' indre frøs til is, nogen tid efter at overfladen var størknet. Andre mener at den lange dal er skabt af den chokbølge der rullede igennem Tethys efter det meteoritnedslag der skabte Odysseus-krateret.

## Andre måner i samme kredsløb
To andre Saturn-måner, Telesto og Calypso, følger samme omløbsbane som Tethys: Telesto ligger ved Lagrange-punktet L4 i forhold til Tethys-Saturn-systemet, og Calypso ved punktet L5.